# Michel Kacenelenbogen
Michel Kacenelenbogen (alias Michel Kacen ou Michel Bogen) est un comédien et metteur en scène belge né le 9 mai 1960.

## Biographie
Michel Kacenelenbogen fait ses études secondaires à l'Athénée royal d'Uccle 1 où il a été un membre très actif de la troupe de théâtre dirigée par le professeur Jacques Kroïtor.  Il y a joué avec Marianne Basler, Alain Leempoel, Christian Labeau. 
Il a fait ses études d'art dramatique au Conservatoire royal de Bruxelles.
Il est également codirecteur du Théâtre Le Public, qu’il a fondé avec son épouse Patricia Ide en novembre 1994,,.

## Théâtre

### Metteur en scène
- 2009 : Le Dieu du carnage d’après Yasmina Reza, Théâtre Le Public
- 2009 : Dom Juan d’après Molière, Théâtre Le Public
- 2009 : Rain Man d’après  Dan Gordon (en), Théâtre Le Public
- 2010 : La Confusion des sentiments d’après Stefan Zweig, Théâtre Mouffetard
- 2010 : Intox d’après Michel Huisman, Théâtre Le Public
- 2013 : Les 37 sous de M. Montaudoin d’Michel Huisman, Théâtre Le Public (également sur scène)
- 2014 : Cabaret d'après Bob Fosse, Théâtre National
- 2017 : Maris et femmes d’après un scénario de Woody Allen, Théâtre Le Public

### Acteur
- 2010 : Sincèrement, Théâtre Le Public
- 2013 : Impayable, Théâtre Le Public
- 2014 : Lapin blanc, lapin rouge (nl) de Nassim Soleimanpour (en), Théâtre Le Public
- 2016 : Le Malade imaginaire de Molière, Atelier Théâtre Jean Vilar/Aula Magna[5]

## Filmographie

### Cinéma
- 2002 : Un honnête commerçant : Jean-Louis (comme Michel Bogen)
- 2006 : Odette Toulemonde (comme Michel Bogen)
- 2012 : La Traversée[6]

### Télévision
- 1989 : Le Bonheur d’en face (série) : Robert (comme Michel Kacen)[7]
- 2002 : La Torpille, téléfilm de Luc Boland
- 2003 : Le Prix de l'honneur, téléfilm de Gérard Marx : le commissaire Fayol